# 千屋ダム
千屋ダム（ちやダム）は、岡山県新見市にある一級河川・高梁川本川最上流部に建設されたダムである。

## 概要
岡山県備中県民局の高梁川ダム統合管理事務所が管理する補助多目的ダムで、高さ97.5メートルの重力式コンクリートダムである。洪水調節、流水の正常な機能の維持、新見市への上水道供給、下流の倉敷市水島への工業用水供給と、併せて発電を行うことを目的としている。ダムによって形成された人造湖は千水湖（せんすいこ）と命名された。
ダムの名称である「千屋」とは当ダムより上流側にある地区であり、当初はここに建設される予定であった。その後、計画変更により大幅に下流側に建設されることになったが、ダム名は変更されなかった。
ダム左岸には管理事務所が置かれており、建物の一階部分は資料館になっている。

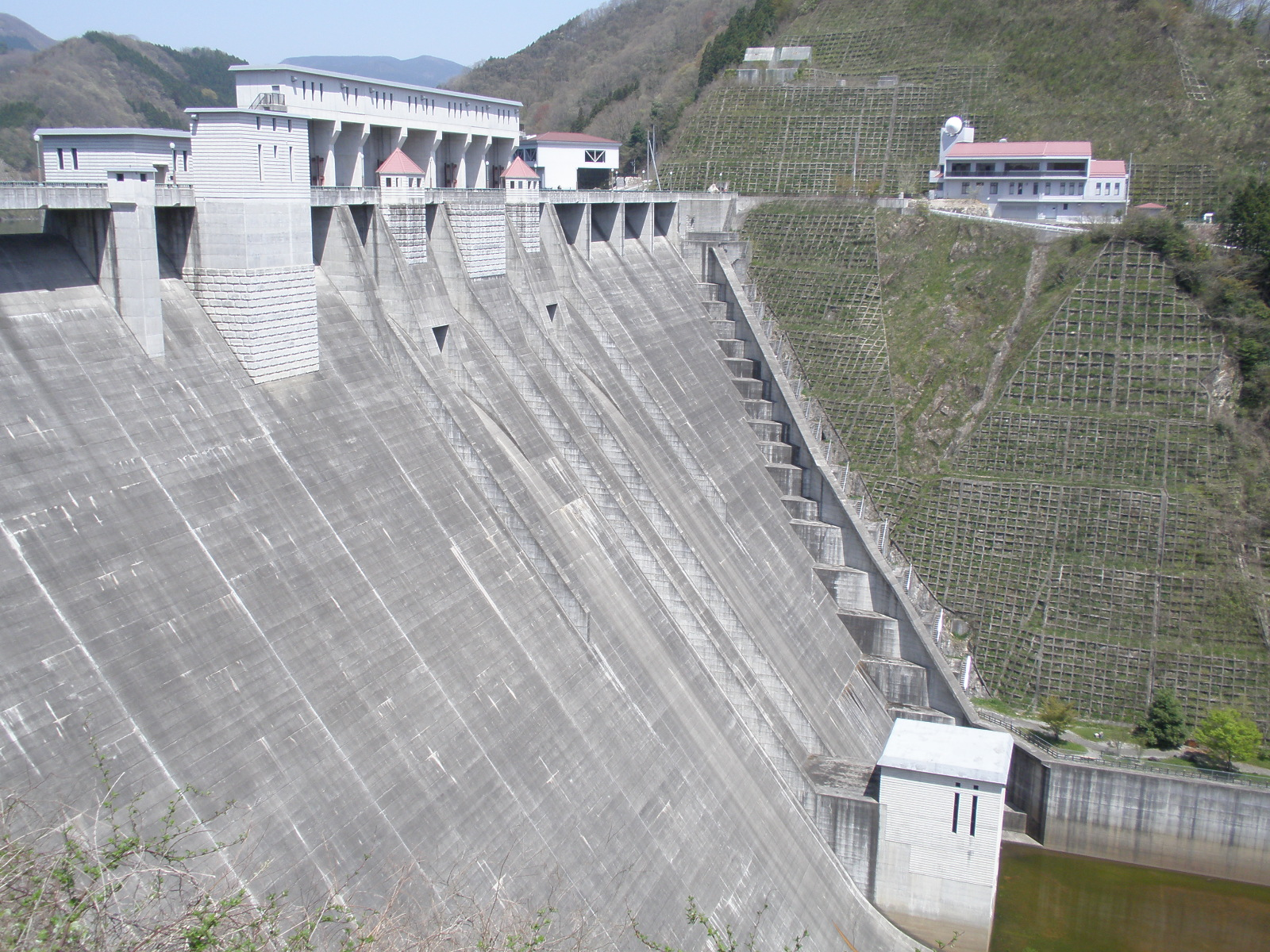
千屋ダム管理事務所
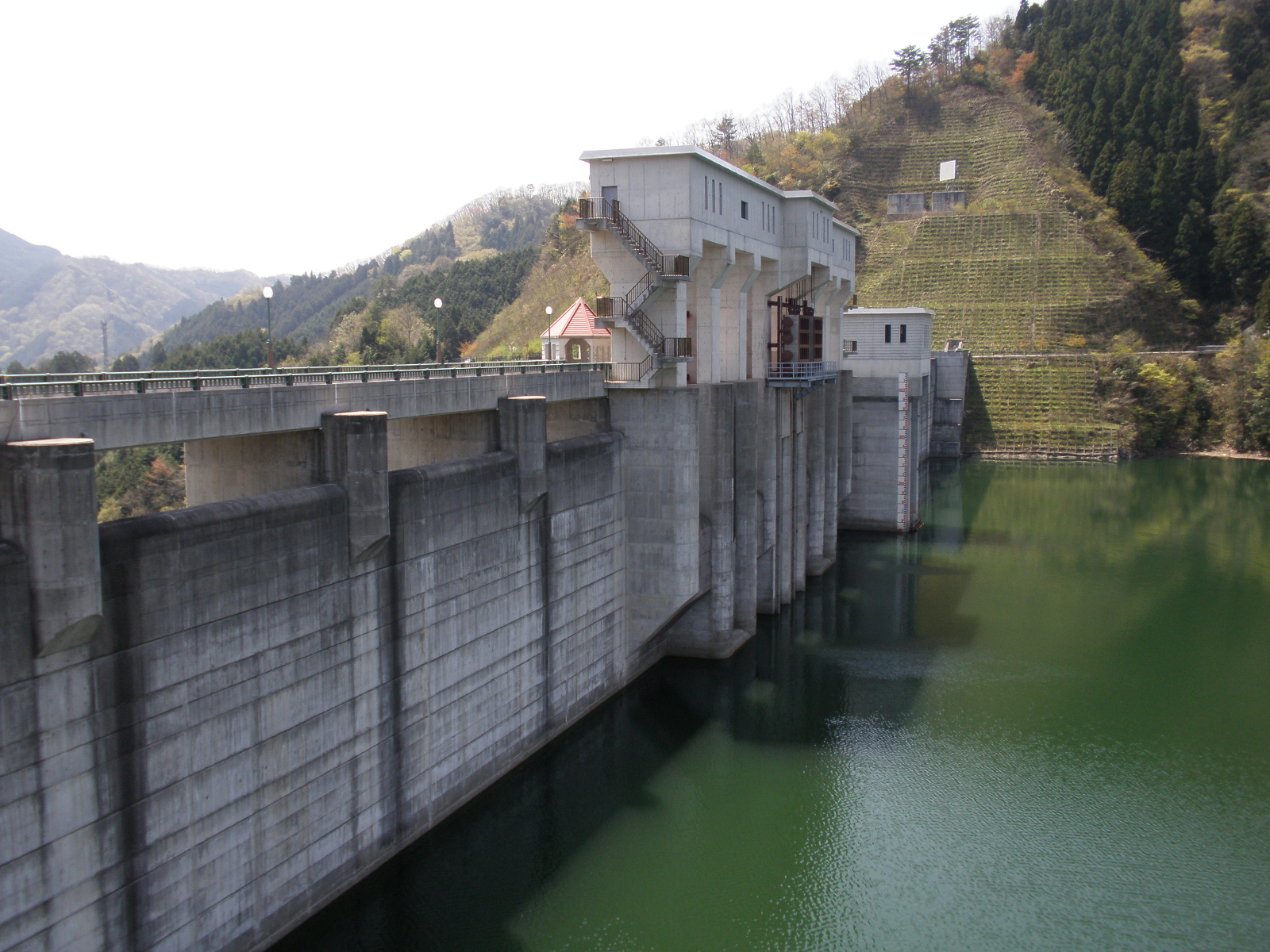
千水湖

## 歴史
- 1971年（昭和46年）4月 - 実施計画調査開始。
- 1975年（昭和50年）4月 - 建設事業採択。
- 1980年（昭和55年）12月 - 建設地付近を通る国道180号の付替工事着手。
- 1987年（昭和62年）5月29日 - 国道180号新線の一部区間供用開始（2km）。
- 1988年（昭和63年）11月 - 国道180号の小原トンネル竣工（延長910m）。
- 1989年（平成元年）3月 - 国道180号の阿福トンネル竣工（延長681m）。
- 1989年（平成元年）3月24日 - ダム本体建設工事着手。
- 1989年（平成元年）6月1日 - 国道180号新線の全線供用開始（5.3km）。
- 1992年（平成4年）6月10日 - 堤体コンクリート打設開始。
- 1993年（平成5年）4月26日 - 定礎式。
- 1995年（平成7年）12月27日 - ダム本体コンクリート打設完了。
- 1997年（平成9年）6月4日 - ダム本体工事完了。
- 1997年（平成9年）6月30日 - ダム諸量設備・警報設備工事完了。
- 1998年（平成10年）10月22日 - 千屋ダム竣工式。
- 1999年（平成11年）3月31日 - 千屋ダム建設事業完了。

## 千屋発電所
千屋発電所は、千屋ダムの落差と利水放流水を利用して発電する県営のダム式発電所である。発電のための特定容量は設けられておらず、水道用水・工業用水の補給水のエネルギーを利用した従属式発電である。

### 発電所の概要
- 所在地：岡山県新見市坂本字白井原1717-4から天神脇1746-1の間
- 取水口：岡山県新見市坂本字水落チ1748
- 出力：最大3,000kW
- 使用水量：最大5.50m3/s
- 有効落差：最大66.3m
- 年間供給電力量：13,270,000kWh（一般家庭約3700戸分）
- 発電開始：1998年（平成10年）8月1日

## 周辺
- 国道180号

## その他
- 千屋ダム健康マラソン大会 - 毎年11月に紅葉のダム湖畔で開催される。